# Cissura bilineata
Cissura bilineata är en fjärilsart som beskrevs av Orfila 1935. Cissura bilineata ingår i släktet Cissura och familjen björnspinnare. Inga underarter finns listade i Catalogue of Life.